# Village folklorique coréen
Pour les articles homonymes, voir KFV.

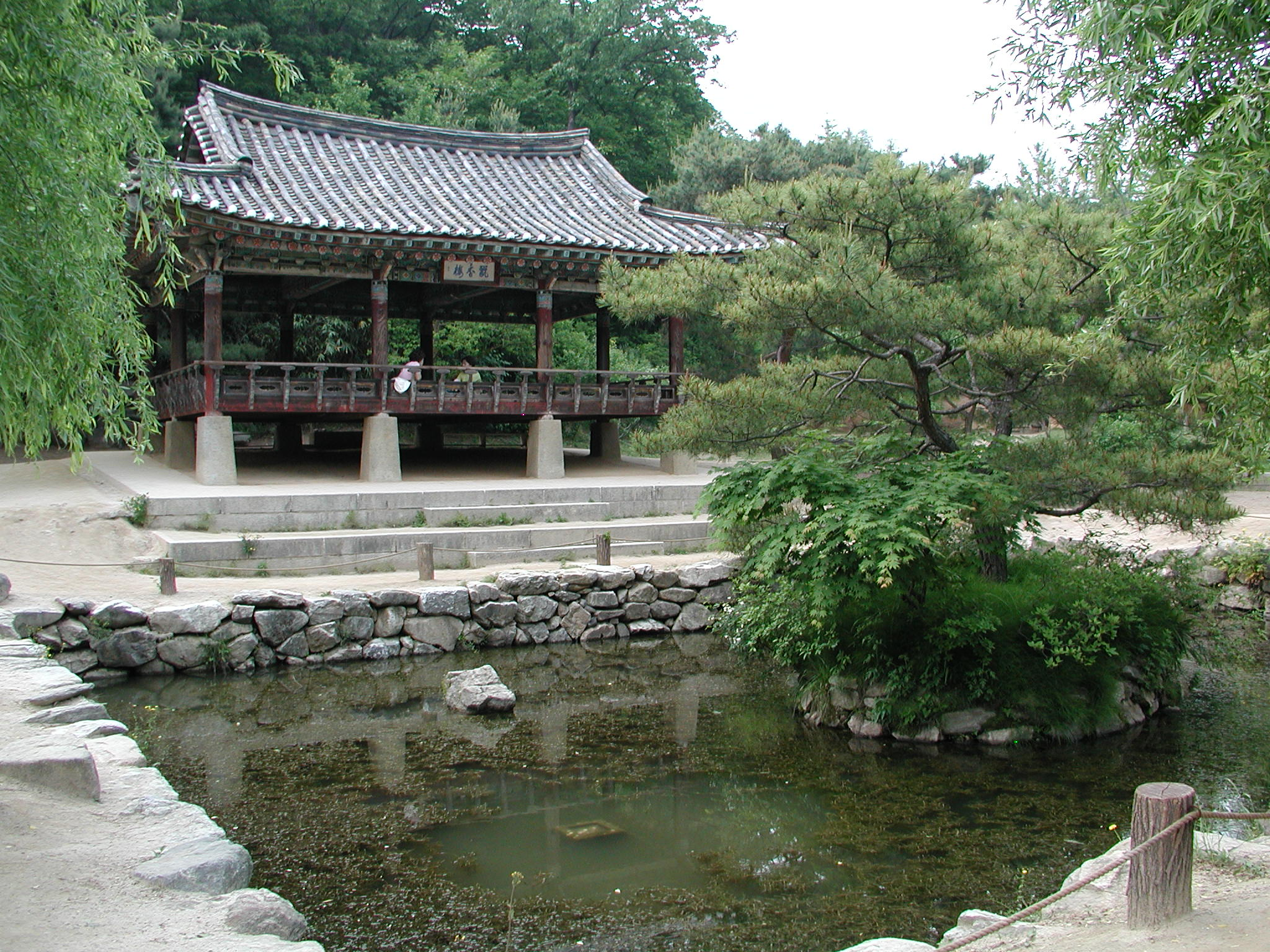
Village folklorique coréen.

Le village folklorique coréen, (en anglais, Korean Folk Village ou KFV) est situé dans la ville de Yongin, dans la province de Gyeonggi en Corée du Sud. C'est une destination touristique populaire pour les Coréens et les étrangers. Il est situé près d'Everland, le plus grand parc d'attractions de Corée du Sud.
Le village permet de montrer les éléments de la vie et de la culture coréenne traditionnelle. Il est entouré de montagnes et traversé par une rivière. C'est un village typique de la dynastie Joseon qui a été créé en déplaçant et en restaurant environ 270 maisons.  

## Installations
Le parc a également un marché de rue traditionnel, des restaurants et des vitrines de techniques traditionnelles de menuiserie et de travail des métaux. Il y a des spectacles de danses traditionnelles, d'habiletés équestres, de cérémonies de mariage et des activités manuelles (création de poupée coréenne par exemple). 
Dans la partie du village avec le parc d'attractions, il y a des manèges et des jeux, un musée d'art, un jardin de sculptures, un musée folklorique coréen, et un musée folklorique mondial qui met en évidence les styles de vie traditionnels du monde entier.
Le village a été utilisé comme lieu de tournage pour le drame Moon Embracing the Sun (en) de la Munhwa Broadcasting Corporation (MBC) en 2012.

## Expériences culturelles
Le village folklorique coréen est célèbre pour les gens qui portent le costume de Sato (les gouverneurs), Daejanggeum (un cuisinier royal du palais), Kumiho (légendaire renard à neuf queues), Geosang (magnat des affaires de la dynastie Joseon), et des personnages intéressants de la dynastie Joseon. Il y a quatre spectacles culturels typiques: le jeu de nongak, le jeu de la corde raide, le jeu d'arts martiaux à cheval et un mariage traditionnel. En outre, le village folklorique offre de nombreuses activités culturelles, en particulier aux plus jeunes, comme la coloration naturelle sur tissus, l'équitation, la vie quotidienne d'une ferme. D'autres aspects de la vie d'un village traditionnel sont ouverts au public, comme un atelier de travail du bambou, un autre pour le travail du bois, un autre pour le bronze, ainsi que pour les masques et les instruments de musique coréens, et un atelier de poterie de grès émaillé (le tournage : activité proposée).